# Beechcraft T-34 Mentor
O Beechcraft T-34 Mentor é uma aeronave de treinamento militar americana, monomotor, produzida pela Beechcraft. A aeronave era derivada do Beechcraft Bonanza. As primeiras versões do T-34, datadas do final da década de 1940 até a década de 1950, eram equipadas com motor a pistão . Estes foram eventualmente sucedidos pelo T-34C Turbo Mentor, movido por um motor turboélice . O T-34 permanece em serviço mais de sete décadas após seu projeto.

## História
O T-34 foi projetado por Walter Beech, que o desenvolveu como um projeto privado, designado como Beechcraft Model 45, em uma época em que não havia orçamento de defesa para uma nova aeronave de treinamento. Beech esperava vendê-lo como uma alternativa econômica ao North American T-6/SNJ Texan, então em uso por todos os serviços militares dos EUA.

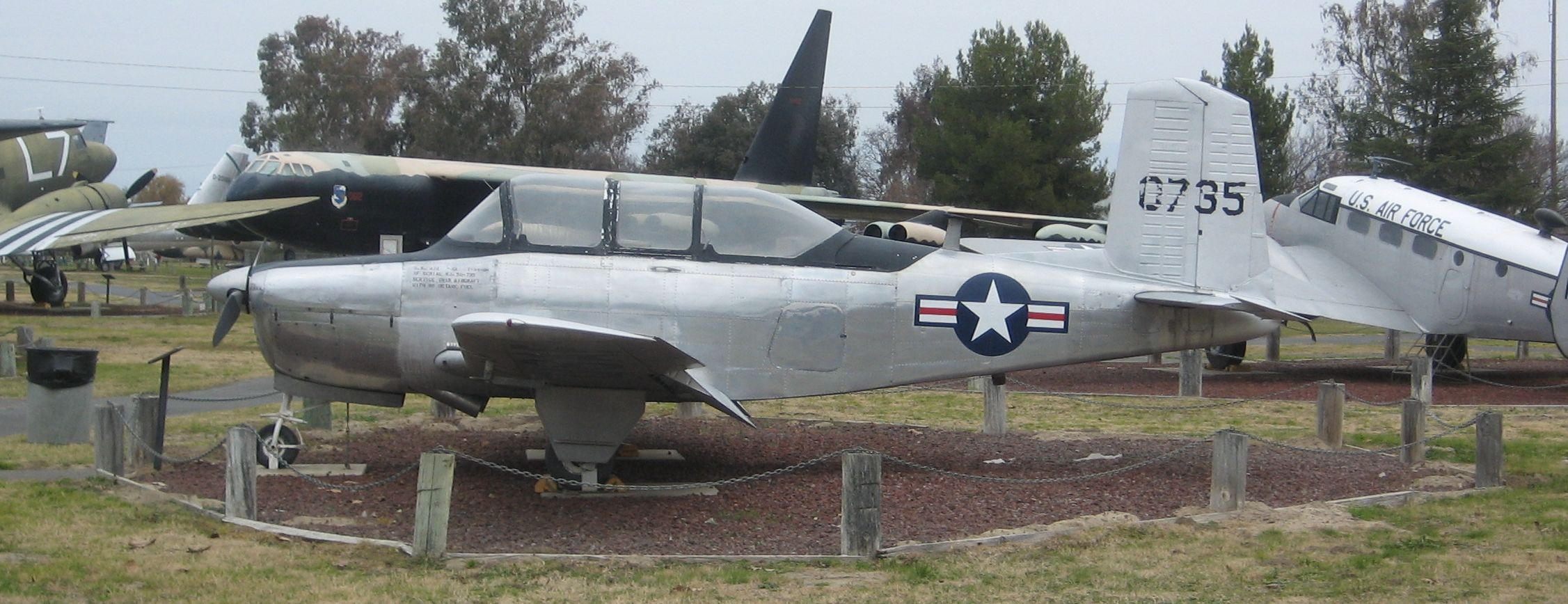
Um YT-34 em exibição no Castle Air Museum no antigo Castle AFB em Atwater, Califórnia

Três conceitos iniciais de design foram desenvolvidos para o Model 45, incluindo um com aempenagem em V do Bonanza, mas o design final, de 1948, incorporou uma empenagem convencional  (similar ao utilizado no Beechcraft Travel Air, quase dez anos depois). A fuselagem do Bonanza, com cabine para quatro passageiros, foi substituída por uma fuselagem mais estreita incorporando uma cabine de dois lugares, em tandem, e canopi em plexiglas, o que proporcionou maior visibilidade para o aluno e o instrutor de vôo. Estruturalmente, o Model 45 era bem mais resistente que o Bonanza, sendo projetado para + 10g e - 4,5g, enquanto o motor Continental E-185 de 185 hp, era o mesmo dos Bonanzas contemporâneos.
Seguindo o protótipo, vieram três aeronaves Model A45T, as duas primeiras com o mesmo motor do protótipo e a terceira com um Continental E-225, que viria a ser o utilizado na versão de produção. A produção não começou até 1953, quando a Beechcraft começou a entregar os agora nomeados T-34A para a Força Aérea dos Estados Unidos (USAF) e aeronaves Model B45, para exportação. A produção do T-34B para a Marinha dos Estados Unidos (USN) começou em 1955, sendo esta versão, apresentando uma série de mudanças refletindo os diferentes requisitos dos dois serviços. O T-34B tinha apenas frenagem diferencial para controle de direção no solo em vez de direção da roda do nariz, asa diedral e, para atender às diferentes alturas dos pilotos, pedais de leme ajustáveis, ao invés dos assentos móveis do T-34A. A produção do T-34A foi concluída em 1956, com T-34Bs sendo construídos até outubro de 1957 e versões licenciadas do B45 construídas no Canadá (125 fabricados pela Canadian Car and Foundry), Japão (173 construídos pela Fuji Heavy Industries), e Argentina (75 por FMA) até 1958. A Beechcraft entregou o último B45 em 1959. A produção total das versões com motores Continental nos Estados Unidos e no exterior foi de 1.904 aeronaves.

### Model 73 Jet Mentor

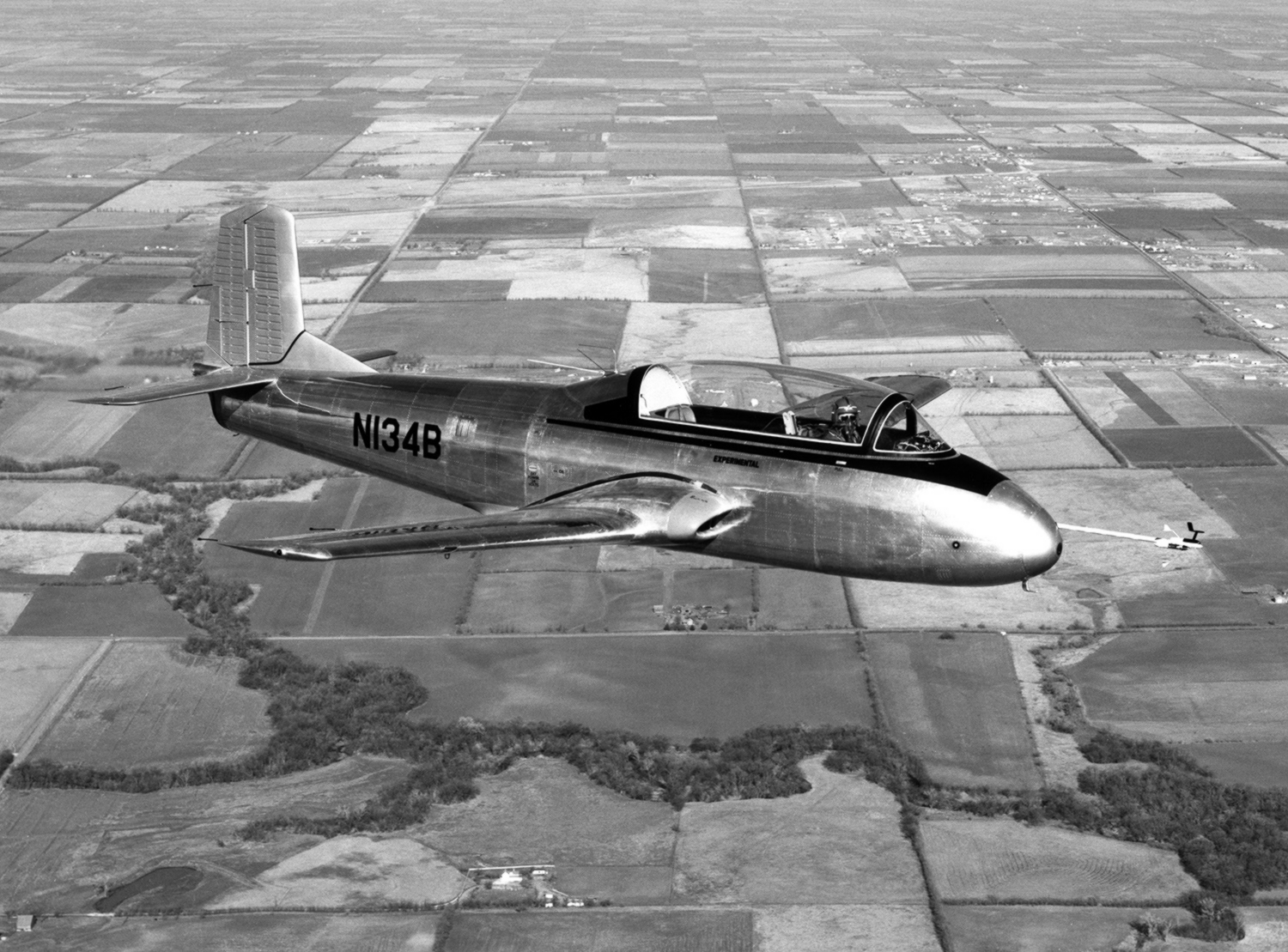
O Model 73 Jet Mentor.

Em 1955, a Beechcraft desenvolveu uma variante do Mentor equipada com motor a jato. Novamente, esta variante foi desenvolvida como um projeto privado e novamente na esperança de ganhar um contrato com os militares dos EUA. O Model 73 Jet Mentor compartilhava muitos componentes com o T-34 Mentor; As principais diferenças visuais foram o cockpit reprojetado, que foi realocado mais para frente na fuselagem, e as tomadas de ar para o motor a jato nas raízes das asas, fornecendo ar para um motor a jato Continental J69, que desenvolvia 920 lbf (4.1 kN).
O primeiro voo do Modelo 73 (registrado N134B), foi em 18 de dezembro de 1955. O Model 73 foi avaliado pela USAF, que acabou por escolher o Cessna T-37, e pela USN, que optou pelo Temco TT Pinto . Após testes iniciais no Naval Air Test Center em NAS Patuxent River, Maryland, a USN testou a viabilidade de usar o TT Pinto como treinador de voo primário em 1959, mas descontinuou o uso da aeronave em dezembro de 1960 e descartou todos os exemplares, retornando ao T-34B Mentor e ao North American T-28 Trojan para seus principais requisitos de treinamento de voo. O Beechcraft Model 73 não foi colocado em produção  e o único protótipo está exposto no Kansas Aviation Museum.

### T-34C Turbo Mentor

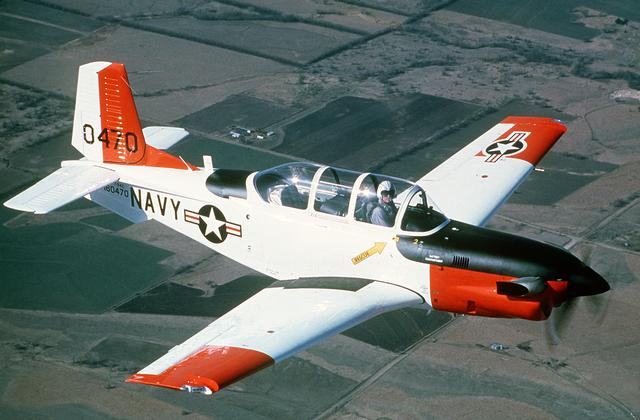
Um T-34C Turbo Mentor, que pode ser distinguido do modelo B (pistão) pelo nariz estendido e os escapes em ambos os lados atrás do suporte para acomodar o motor turboélice

Após um hiato de produção de quase 15 anos, o T-34C Turbo Mentor, uma variante do T-34 Mentor, propelida por um turboélice Pratt & Whitney Canada PT6A-25 foi desenvolvido em 1973. A asa e trem de pouso do T-34 original foi substituída por uma variante da asa Beechcraft Baron, e o trem de pouso do Beechcraft Duke.
O desenvolvimento prosseguiu a pedido da Marinha dos Estados Unidos (USN), que forneceu dois T-34B para conversão. Após a adaptação do PT6, as duas aeronaves foram redesignadas como YT-34C, a primeira delas voando com turboélice pela primeira vez em 21 de setembro de 1973. A produção do Turbo Mentor foi iniciada em 1975 para entregas de T-34C para a USN e do T-34C-1 para clientes de exportação em 1977, esta versão com capacidade de carregar armas, apresentando quatro hardpoints sob as asas. O último Turbo Mentor saiu da linha de produção em 1990.
Desde o final da década de 1970, os T-34C têm sido usados pelo Naval Air Training Command (Comando de Treinamento Aéreo Naval) para treinar vários aviadores navais para a Marinha dos EUA (USN), Corpo de Fuzileiros Navais dos EUA (Marines), Guarda Costeira dos EUA (USCG) e várias nações da OTAN e aliadas. Com mais de 35 anos de serviço, o T-34C foi totalmente substituído pelo T-6 Texan II.

## História Operacional

### Estados Unidos

#### Força Aérea dos Estados Unidos (USAF) e Patrulha Aérea Civil (CAP)
O primeiro voo do Model 45 foi em 2 de dezembro de 1948, pelo piloto de testes da Beechcraft, Vern Carstens. Em 1950, a USAF encomendou três aeronaves de ensaio em vôo Model A45T, que receberam a designação militar YT-34. Seguiu-se uma longa competição para determinar um novo treinador, em 1953, a Força Aérea colocou o Model 45 em serviço como T-34A Mentor, enquanto a USN seguiu essa decisão em maio de 1955 com o T-34B.
Após extensos testes, a USAF ordenou a produção do Mentor no início de 1953. O primeiro T-34A de produção foi entregue à Base Aérea de Edwards, Califórnia, em outubro de 1953 para avaliação, e as entregas ao Air Training Command (Comando de Treinamento Aéreo - ATC) começaram em 1954. O T-34A começou a ser operado como treinador de voo primário da USAF, substituindo o North American AT-6 Texan. Após o treinamento no T-34A, os pilotos da USAF avançavam para voar o North American T-28A Trojan, em treinamento intermediário.
O T-34A Mentor permaneceu como o treinador primário da USAF até a introdução do Cessna T-37 Tweet no final dos anos 1950. Muitos T-34As foram entregues aos aeroclubes da USAF em bases aérea da força, tanto nos Estados Unidos quanto no exterior.
Vários T-34A foram entregues a força auxiliar da USAF, a Patrulha Aérea Civil (CAP), para uso como aeronave de busca e resgate. No entanto, a asa baixa do T-34A limitou sua utilidade nessa função, e problemas de manutenção, particularmente reparos caros em longarinas de asa que se tornaram aparentes no final dos anos 1990, resultaram na retirada do último T-34A da CAP em 2003. Ao todo, a USAF adquiriu 450 T-34A.

#### Marinha dos EUA (USN) e Corpo de Fuzileiros Navais dos EUA (Marines)
A Marinha dos Estados Unidos (USN) manteve o T-34B operacional como  treinador primário do Naval Air Training Command (Comando de Treinamento Aeronaval - NATC) na antiga Naval Air Station (Estação Aeronaval - NAS) Saufley Field, Flórida, até meados da década de 1970 e como uma aeronave do Navy Recruiting Command (Comando de Recrutamento da Marinha) até o início da década de 1990, quando as últimas unidades foram aposentadas, por motivos econômicos. Outros continuam sob o controle da USN, como parte de aeroclubes em estações aéreas navais e em estações aéreas do corpo de fuzileiros navais.
A partir de 1975, o T-34C Turbo Mentor foi introduzido como o novo treinador de voo primário da Marinha e começou a substituir o T-28 Trojan norte-americano nos esquadrões de treinamento no NAS Whiting Field, Flórida e NAS Corpus Christi, Texas e na NAS Pensacola, Flórida. O T-34C não é mais usado como uma aeronave de treinamento primário para USN, Corpo de Fuzileiros Navais dos EUA (Marines) e Aviadores Navais da Guarda Costeira dos EUA (USCG), além de pilotos da OTAN e países aliados, treinando sob os auspícios da USN. Foi substituído pelo T-6 Texan II .
Vários outros T-34C se mantém em serviço pelo Naval Air Test Center (Centro de Testes Aeronavais) em NAS Patuxent River, Maryland e como aeronaves de observação aérea com F/A-18 Fleet Replacement Squadrons (FRS) e Strike Fighter Weapons and Tactics Schools em NAS Oceana, Virginia; NAS Lemoore, Califórnia; e MCAS Miramar, Califórnia; e no Naval Strike and Air Warfare Center (NSAWC) em NAS Fallon, Nevada. 

#### Exército dos Estados Unidos (US Army)
Algum tempo antes de 1990, o Exército dos Estados Unidos (US Army) recebeu T-34C ex-USN, usados como plataformas de teste e aeronaves paquera na Base Aérea de Edwards, na Califórnia e em Fort Bragg, na Carolina do Norte.

#### NASA
NASA Armstrong Flight Research Center em Edwards, Califórnia, operou duas aeronaves T-34C. A primeira aeronave voou anteriormente no Glenn Research Center em Cleveland, Ohio, onde foi usada para experimentos de propulsão envolvendo motores turboélice. Em 1996, esta aeronave foi movida para o Armstrong Flight Research Center como uma aeronave paquera. Essa aeronave foi devolvida à USN em 2002. O segundo T-34C foi obtido no início de 2005 da Naval Air Warfare Center Aircraft Division (NAWCAD) em NAS Patuxent River, onde deveria ser aposentado. Em Armstrong, o T-34C é usado principalmente para servir de aeronave paquera para veículos aéreos não tripulados que voam mais devagar do que as aeronaves de apoio à missão operadas pela NASA (o F/A-18 Hornet). Como um avião de apoio à missão da NASA, o assento traseiro seria ocupado por um fotógrafo ou engenheiro de testes durante as missões de pesquisa. Também é usado para voos de proficiência.

#### Uso Civil

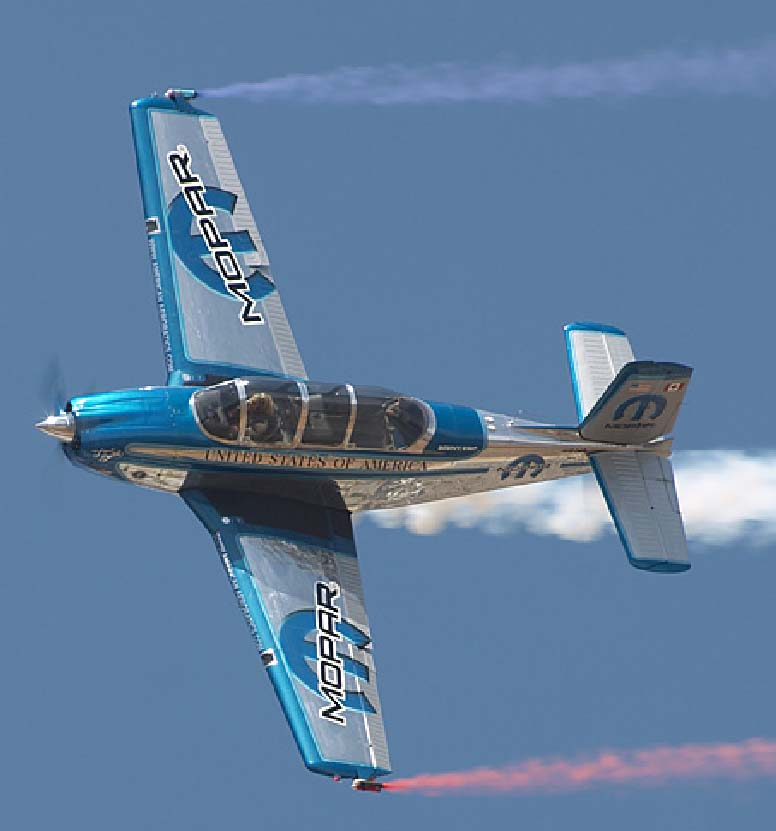
Julie Clark no T-34 "Free Spirit" em 2006

Em 2004, devido a uma série de acidentes envolvendo falhas estruturais durante voos de combate simulados, toda a frota civil de T-34A/Bs foi aterrada pela Administração Federal de Aviação (FAA) . Desde então, o aterramento foi reduzido por uma lista de restrições no envelope de voo permitido. Por meio de uma série de Diretrizes de Aeronavegabilidade (AD) estabelecidas por ou Métodos Alternativos de Conformidade (AMOC) negociados com a FAA, incluindo a instalação de certas modificações estruturais aprovadas na longarina da asa e outros reparos, a frota de T-34A e T-34B em 2011 foi restaurada ao status de voo completo pela FAA nas limitações originalmente projetadas do Mentor, desde que cada exemplo individual seja compatível com esses AD e AMOC. 
O Mentor é a aeronave usada pela Lima Lima Flight Team e Dragon Flight, ambas equipes civis de demonstração. Também foi usado pela piloto acrobática Julie Clark, que voou seu T-34 "Free Spirit" (registro N134JC) em shows aéreos. 

### Argentina

#### Força Aérea Argentina
Em meados dos anos 50, a Força Aérea Argentina (FAA) necessitava a substituição de seus treinadores IAe. 22DL, escolhendo o Mentor B45 (versão de exportação do T-34A) como seu novo treinador. Foi fechado um contrato de aquisição de 90 aeronaves (15 construídas pela Beechcraft, nos EUA e outras 75 montadas na FMA, na Argentina). Os primeiros 15 exemplares chegaram em 20 de junho de 1957, sendo os outros 75, construídos pela FMA até 1962. Estas aeronaves foram operados pela Escola de Aviação Militar (EAM) da FAA de 1962 até 2011. Uma aeronave se mantém em serviço no Centro de Ensaios em Vôo (CEV) da FAA, com modificações.
Em 1979, 41 unidades foram repotenciadas com motores Continental IO-470-N12B, de 263 cv (193 kW) pela Área de Material de Rio Cuarto. Entre 1996 e 1999, a Lockheed Martin Aircraft Argentina (LMAASA) modernizou 30 unidades do Mentor para a FAA, em um trabalho que incluía reforços estruturais na célula e modernização na aviônica da aeronave.

#### Armada Argentina
Em 1978, a Armada Argentina (ARA) adquiriu 15 aeronaves T-34C-1 Turbo Mentor para substituir os T-28 Trojan como aeronave de treinamento do Comando de Aviação Naval (COAN). Estas aeronaves são operadas pelo Primeiro Esquadrão Aeronaval (1EA), baseados em Punta Indio, na província de Buenos Aires.
Durante a Guerra das Malvinas, quatro dessas aeronaves foram deslocadas para as Ilhas Malvinas, operando desde a Estação Aeronaval Calderón, em Pebble Island. Das quatro aeronaves, duas foram destruídas e outras duas danificadas durante um ataque da Special Air Service (SAS) à Pebble Island em 15 de maio de 1982. As duas aeronaves danificadas foram capturadas pelos britânicos e estão preservadas na Grã-Bretanha.

### Colômbia

#### Força Aérea Colombiana
Em 1954, a Força Aérea Colombiana (FAC) adquiriu 50 unidades do Mentor B45, com intenção de substituir seus treinadores primários Boeing PT-17 Stearman, sendo postos em serviço na FAC em 1955. Em 1970, seis aeronaves foram adquiridas para repor aeronaves que foram perdidas em acidentes, sendo complementado por mais dez aeronaves adquiridas em 1977. Estas aeronaves foram operadas pela Escola Militar de Aviação (EMA), em Cali.
Nos anos 90, estas aeronaves foram modernizadas. Em 2013, a FAC as retirou de serviço, sendo substituído pelo treinador básico CIAC T-90 Calima.

### Equador

#### Força Aérea Equatoriana
Em 1977, a Força Aérea Equatoriana (FAE) adquiriu 20 aeronaves T-34C-1 Turbo Mentor para serem operados na Escola Superior Militar de Aviação (ESMA), em Salinas. Em 2005, 12 destas aeronaves foram modernizadas pela Direção de Indústrias da Força Aérea (DIAF). Estas aeronaves foram retiradas de serviço em 2018, sendo substituídas pelo Diamond DA20C-1 Eclipse.
Durante a Guerra do Cenepa, os T-34C-1 foram utilizados pela FAE em missões de relay de comunicações para unidades operativas no Cenepa.

#### Marinha Equatoriana
A Marinha Equatoriana operou três aeronaves T-34C-1 Turbo Mentor. Uma aeronave foi perdida em acidente em 17 de fevereiro de 2004, tendo as outras duas sido retiradas de serviço em 2014.

### México

#### Armada do México
A Armada do México adquiriu três aeronaves Mentor B45 em 1958, com a intenção de substituir seus treinadores primários Boeing Stearman N2S-5 Kaydet. Estas aeronaves foram operadas de 1958 a 1977, quando foram substituídas por 11 aeronaves Beechcraft Bonanza F33A e F33C.

### República Dominicana

#### Força Aérea da República Dominicana
A Força Aérea da República Dominicana (FARD) adquiriu 12 aeronaves T-34B, ex-USN, em 1977, com a intenção de substituir seus treinadores T-6 Texan e T-28 Trojan. As aeronaves eram utilizadas tanto para treinamento primário quanto para patrulhamento.
Estas aeronaves, antes de serem entregues, foram repotenciadas, recebendo motores Continental IO-520, de 285 hp (212 kW). Em 1990, estas aeronaves receberam hélices tripás. Estas aeronaves foram operadas de 1977 a 2000, sendo substituídas pelo treinador primário Enaer T-35 Pillán.

### Uruguai

#### Força Aérea Uruguaia
Em 1976, a Força Aérea Uruguaia (FAU) adquiriu 16 aeronaves T-34A e B, ex-USAF e ex-USN, com a intenção de substituir os treinadores básicos T-6 Texan e complementar os T-41 Mescalero. Em 1991, mais 17 aeronaves Mentor B45, ex-EdA (Espanha) foram adquiridas. As aeronaves foram retiradas de serviço em 1999, quando foram substituídas por 13 treinadores básicos Aermacchi SF.260.
Estas aeronaves foram operadas pela Escola de Aviação Militar (EAM), pelo Grupo de Aviação Nº1 e pelo Centro de Instrução e Treinamento de Vôo Avançado (CIEVA).

#### Armada Nacional do Uruguai
Em 1966, a Armada Nacional do Uruguai (ANU) adquiriu um T-34A, com outra aeronave sendo doada pela FAU em 1985  e mais duas aeronaves T-34A transferidas da FAU em 1992. A última dessas aeronaves foi retirada de serviço em 1998, após serem descobertas fissuras nas longarinas.
Em 1981, a ANU adquiriu três T-34C-1 Turbo Mentor, sendo uma perdida em acidente em 22 de março de 1982. As outras duas aeronaves continuam em serviço pela ANU.

## Variantes
- YT-34: Protótipo, também nomeado como Model 45. Três unidades produzidas;
- T-34A Mentor: Variante de treinamento primário para a Força Aérea dos Estados Unidos (USAF). 450 unidades produzidas;
- T-34B Mentor: Variante de treinamento primário para a Marinha dos Estados Unidos (USN);
- YT-34C: Protótipo para o T-34C. Duas aeronaves T-34B modificadas com motores turboélice;
- T-34C Turbo Mentor: Variante de treinamento primário, equipada com um motor turboélice Pratt & Whitney Canada PT6A-25;
- T-34C-1 Turbo Mentor: Variante de treinamento primário e ataque leve para exportação;
- Allison Turbine Mentor: Conversão de células de T-34 Mentor com motores turboélice Allison 250;
- Model 73 Jet Mentor: Protótipo de versão a jato do T-34 Mentor, com uma turbina Continental J69-T-9. Uma unidade construída.

## Operadores

### Operadores Militares
- Arábia Saudita
  - Real Força Aérea Saudita
- Argélia[25]

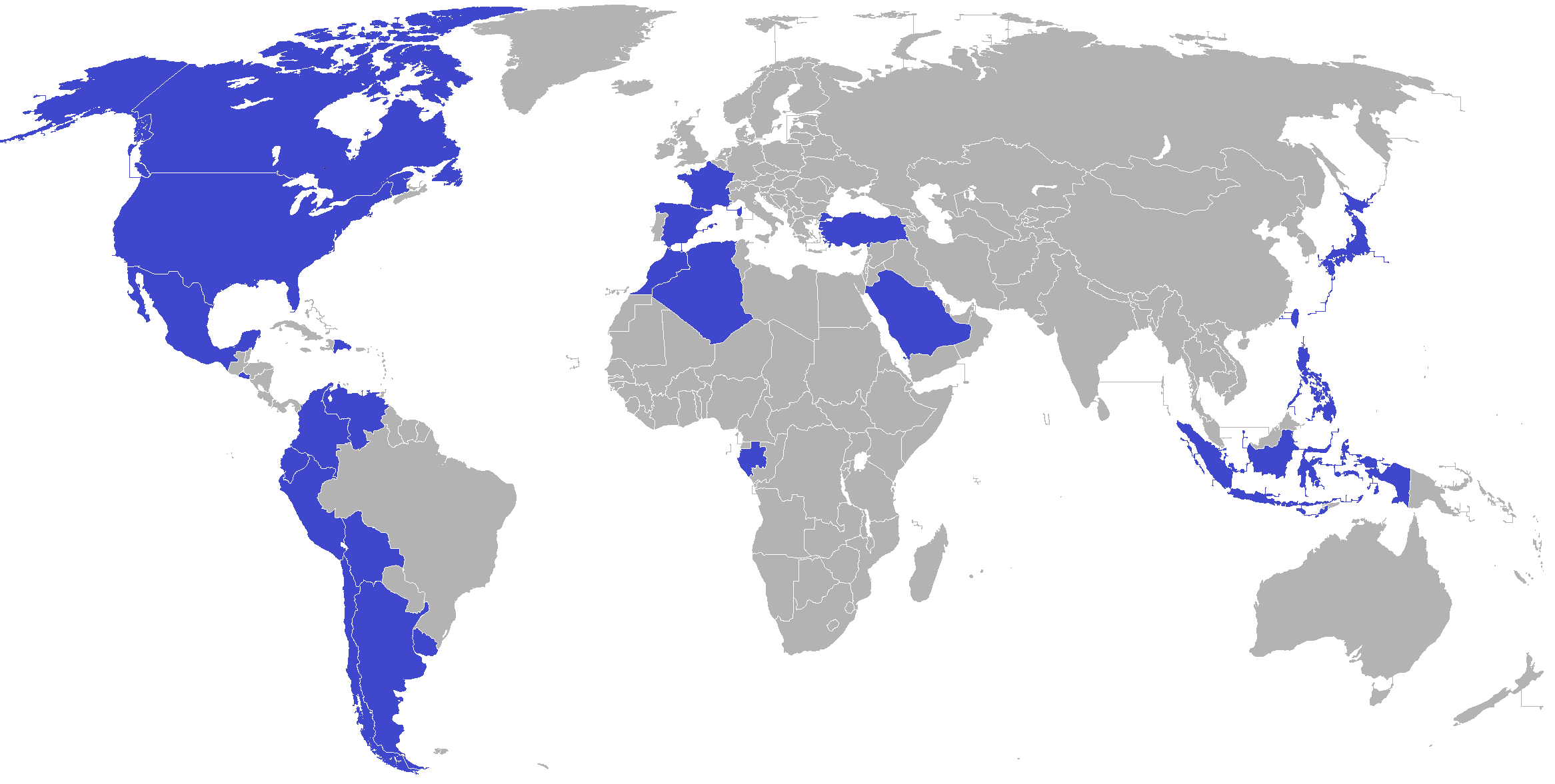
Países Operadores do T-34 Mentor (em azul)

  - Força Aérea Argelina: 6 aeronaves T-34C-1 adquiridas em 1981.[26]
- Argentina
  - Força Aérea Argentina: 90 aeronaves (15 construídas nos EUA e 75 montadas na Argentina). Operadas de 1957 a 2011.[13]
  - Armada Argentina: 15 aeronaves adquiridas em 1978.[14] 10 em operação (2022).[14]
- Bolívia
  - Força Aérea Boliviana: 11 aeronaves T-34A/B recebidas do Uruguai em 2000.[27]
- Canadá
  - Real Força Aérea Canadense: 25 T-34A, construídos sob licença pela Canadian Car and Foundry e avaliados pela RCAF de 1954 a 1956. Doados a outras forças aéreas logo após.
- Chile
  - Força Aérea Chilena: Substituído pelo Enaer T-35 Pillán
  - Armada do Chile: Substituído pelo Pilatus PC-7 Turbo Trainer
- Colômbia
  - Força Aérea Colombiana: 50 Mentor B45 adquiridos em 1954, com mais seis adquiridos em 1970 e dez em 1977.[16] Retirado de serviço em 2013.[16]
- Equador
  - Força Aérea Equatoriana: 20 T-34C-1 Turbo Mentor adquiridos em 1977. Retirados de serviço em 2018.[19]
  - Marinha Equatoriana: Três T-34C-1 Turbo Mentor, operados até 2014.[20]
- El Salvador
- Estados Unidos
  - Força Aérea dos Estados Unidos (USAF)
  - Marinha dos Estados Unidos (USN)
  - Corpo de Fuzileiros Navais dos Estados Unidos (Marines)
  - Guarda Costeira dos Estados Unidos (USCG)
- Espanha
  - Exército do Ar: 26 unidades operadas de 1958 a 1988.[28][29]
- Filipinas
  - Força Aérea das Filipinas: 36 aeronaves cedidas pelo Japão como reparações de guerra em 1958.[30]
- França
- Gabão [25]
  - Força Aérea do Gabão
- Indonésia
  - Força Aérea da Indonésia
- Japão
  - Força Aérea de Autodefesa do Japão
  - Força Terrestre de Autodefesa do Japão
- Marrocos
  - Real Força Aérea Marroquina
- México
  - Armada do México: Três aeronaves Mentor B45, operadas de 1958 a 1977.[21]
- República Dominicana
  - Força Aérea da República Dominicana: 12 aeronaves T-34B, ex-USN, operadas de 1977 a 2000.[22]
- Peru
  - Marinha de Guerra do Peru: Três aeronaves operativas em 2022.[31]
- Turquia
  - Força Aérea Turca
- Uruguai
  - Força Aérea Uruguaia: 33 aeronaves (16 T-34B e 17 Mentor B45) operadas entre 1976 e 1999.[23]
  - Armada Nacional do Uruguai: 4 aeronaves T-34A, ex-FAU, operadas entre 1966 a 1998 e 3 aeronaves T-34C-1 Turbo Mentor, 2 delas ainda operadas pela ANU.[24]
- Venezuela
  - Força Aérea Venezuelana

### Operadores Civis
- Estados Unidos
  - Dragon Flight
  - Lima Lima Flight Team
  - Administração Nacional da Aeronáutica e Espaço (NASA)
  - North Carolina Forest Service
- Turquia
  - Associação Aeronáutica Turca

## Especificações (T-34A/B Mentor)
Informações 

### Características Gerais
- Tripulação: 2
- Comprimento: 7.9 m
- Envergadura: 10.6 m
- Altura: 2.9 m
- Área Alar: 16.7 m²
- Peso Vazio: 977 kg
- Peso Máximo de Decolagem (MTOW): 1.315 kg
- Motor: 1x Continental O-470-13, 228 cv (168 kW)

### Desempenho
- Velocidade Máxima: 306 km/h (165 kn)
- Alcance: 1.520 km (945 nmi)
- Teto de Serviço: 6.096 m (20.000 ft)
- Taxa de Subida: 6.3 m/s

## Especificações (T-34C Turbo Mentor)
Informações 

### Características Gerais
- Tripulação: 2
- Comprimento: 8.8 m
- Envergadura: 10.2 m
- Altura: 2.92 m
- Área Alar: 16.7 m²
- Peso Vazio: 1.343 kg
- Peso Máximo de Decolagem (MTOW): 1.950 kg
- Motor: 1x turboélice Pratt & Whitney Canada PT6A-25, 565 shp (410 kW)
- Hélice: Tripá, passo constante

### Desempenho
- Velocidade Nunca Exceder: 520 km/h (281 kn)
- Velocidade de Cruzeiro: 396 km/h (214 kn)
- Alcance: 1.311 km (815 nmi)
- Teto de Serviço: 9.100 m (29.856 ft)
- Taxa de Subida: 7.5 m/s